# Karpatske, Turka
Karpatske (în ucraineană Карпатське) este o comună în raionul Turka, regiunea Liov, Ucraina, formată numai din satul de reședință.

## Demografie
Componența lingvistică a comunei Karpatske
     Ucraineană (100%)
Conform recensământului din 2001, toată populația comunei Karpatske era vorbitoare de ucraineană (100%).